# フィーバーピンボール
『フィーバーピンボール』は、1995年1月にSANKYOが発売した、透き通った液晶画面とピンボール台の役物が配置されているパチンコ機のシリーズ名。
『フィーバーピンボール』と『CRフィーバーピンボール』の2機種がある。

## 概要
液晶型のデジパチ。透明な板上で図柄を液晶表示させている。役物内には本物のピンボールを思わせるフリッパーがついており、玉をワープルートへ弾き飛ばす。
役物の入口である天井の穴から入った玉は、ピンボール台のフリッパーにより弾かれる。弾かれた玉が役物の中央の穴に入ると、始動チャッカー真上のアウト穴に導かれ、高確率でチャッカーに入賞する。なお、穴に入らなかった玉はステージ下へ落ちる。
クギ調整にもよるが、通常ルートを経る場合より、ここからのほうが入賞しやすいくらいだ。—『パチンコ大勝利Vol.2』p 11
大当たり時に開放されるアタッカー内のVゾーンは左側にある。右方向に流れやすいゲージ構成のため、普通に打つとパンクしてしまうことがあった。攻略法として、右打ちに切り替える方法が推奨されていた。
現金機とCR機の2つのタイプが発売され、大当たり確率や賞球数、確変の有無などの違いがある。現金機の『フィーバーピンボール』は比較的当たりやすい確率のノーマルデジパチ機で、確変は搭載されていない。CR機は、15種類ある大当たり図柄のうち、5種類のアルファベット図柄で大当たりすると、以後2回の大当たりまで確変に突入する。確変中に、再びアルファベットの図柄で当たると、その時点からさらに2回の確変の継続となる。
現金機とCR機の2つのタイプが発売された機種として、同社から1995年に発売された『フィーバーリノ』（1995年2月）と、『フィーバーワン』（1995年6月）がある。

## スペック
- フィーバーピンボール
  - 賞球数 7&15
  - 大当たり最高継続 16R
  - 大当たり確率 1/205
- CRフィーバーピンボール
  - 賞球数 6&15
  - 大当たり最高継続 16R
  - 大当たり確率 
    - 設定1 1/382
    - 設定2 1/398
    - 設定3 1/419

  - 確変中大当たり確率
    - 設定1 1/64
    - 設定2 1/57
    - 設定3 1/60

  - 確変期間 以後2回の大当たりまで

## 図柄
- 0
- 1
- 2
- 3
- 4
- 5
- 6
- 7
- 8
- 9
- A
- P
- L
- F
- J

## 演出
ピンボールをかたどった巨大な役物は、ステージ内にさまざまな構造があり、それぞれの役割がある。

- ワープルート（入口）
  - ワープ中央にあるこの穴がワープ入口となる。ここを通過した玉は非常に高い割合でヘソ入賞する。

- フリッパー
  - フリッパーの可動は、外からは見えないセンサーの感知によって行われる。ここで弾かれた玉がワープへ落ちることもある。

- ステージ出口
  - 役物からこぼれ落ちて来た玉のヘソ入賞率は台によって差が見受けられる。従って、台を選択する際にここからの入賞率をチェックする必要がある。

—『パチンコ必勝ガイド6•18号』p 127
役物を通過するルートと、役物を経由しない通常ルートの始動チャッカー入賞率は、ほぼ1:1である。役物通過ルートにはワープルートから入賞するケースと、ステージから直接入賞する2つのケースに分かれる。役物内のステージ左右にはそれぞれアウトレーンがある。本物のピンボールではここを通った玉は完全にアウトになってしまうが、本機でも同様である。
アウトレーンに流れた玉は、ほぼ確実にヘソ入賞する可能性が無くなってしまうと言えるだろう。—『パチンコ必勝ガイド6•18号』p 128
リーチアクションは、ノーマルリーチ以外に全部で3種類のスーパーリーチがある。1つ目は、ノーマルリーチがいったん停止した後、効果音が消えて中出目が進んでいく「サイレントリーチ」。2つ目は、中出目が高速とスロー回転を繰り返す「ターゲットリーチ」。3つ目は、すべての出目が一斉に回り出す「マルチボールリーチ」。この中で一番大当たりの信頼度が高いのは「マルチボールリーチ」である。
確変突入時は、左側にあるスルーチャッカーに玉が通過すると電チュー開放の小当たり抽選がされる。確率は10/11で小当たり当選となり、電チューが開放される。抽選の小デジタルの回転時間は6秒で、小当たり時は、玉が2個入賞まで、もしくは3秒間電チューが開放される。

## サウンドトラック
- 『ザ・パチンコ・ミュージック・フロム・SANKYO SPECIAL ～愛のパチパチロック～』 キングレコード、1996年2月21日。KICA-1173。
  - BGMが収録されている。